# Kruzifix bei Drees
Das Kruzifix bei Drees  ist ein Wegkreuz aus Holz in Ostbevern bei Drees-Ruhe und steht seit dem 30. März 2001 unter Denkmalschutz.

## Beschreibung
Das freistehende hohe Holzkreuz mit Titulus und Abdach trägt einen holzgeschnitzten Korpus. Am unteren Längsbalken ist heute eine Tafel mit folgender Inschrift angebracht:
O Wanderer halte ein!

Bete nicht an

weder Holz noch Stein,

sondern den wahren Gott

im Himmel allein!

Vater unser – Ave Maria

## Geschichte
Der den Vorübergehenden über die rechte Art des Gebetes belehrende Spruch hat seinen Ursprung im gegenreformatorischen Umkreis. Fürstbischof Christoph Bernhard von Galen hatte im 17. Jahrhundert viele Kreuzbilder, die in der Reformation zerstört worden waren, wieder aufrichten lassen und fügte folgenden Spruch hinzu: „Effigiem Christi, dum cernis, semper honora. Non tamen effigiem, sed quem disignat, adora.“  („Schaust Du auf Christi Bild, stets sollst Du ihm Ehre erweisen, doch nie das Bild, nur den, den es darstellt, anbetend lobpreisen.“) Diesem Vers wurden Kreuzesinschriften an verschiedenen Orten nachgebildet.
Tatsächlich hat das Kreuz in der Auseinandersetzung zwischen Katholiken und Protestanten eine Rolle gespielt. Ursprünglich stand es hoch oben am Lienener Damm, bei der Einfahrt zum Hof Niehues. Wahrscheinlich ist es von Johann Mauritz Niehues und seiner Frau Anna Clara Ansmann um 1814 gestiftet worden. Seine Frau – so die Überlieferung – hatte dieser mit 25 Jahren in Greven kennengelernt, als er im Angesicht des drohenden Untergangs der napoleonischen Truppen 1812 aus dem französischen Dienst desertiert war. Dieser doppelt glückliche Ausgang des Krieges war womöglich der Anlass zur Stiftung. Der Überlieferung nach soll es dort mehrmals von Protestanten aus Kattenvenne beschädigt worden sein. Deshalb versetzte man es noch im 19. Jahrhundert in die Nähe des Dorfes.
Bis 1976 blieb Familie Niehues der Eigentümer, was auch durch ein Schildchen am Kreuz ausgedrückt wurde. Ein Unwetter am 3. Januar 1976 riss das Kreuz um. Der Kreuzbalken wurde vom Schreiner Hermann Drees, genannt „Ruhe“, neu gefertigt und am jetzigen Ort aufgestellt.

## Einzelbelege
1. ↑  Vikar Gr. Vorspohl et al.: Wegkreuze und Bildstöcke im Pfarrbezirk St. Ambrosius Ostbevern, Nr 24
2. ↑  G. Wagner: Barockzeitlicher Passionskult in Westfalen. Münster 1967, S. 63